# Sân bay Miyazaki
Sân bay Miyazaki (IATA: KMI, ICAO: RJFM) là một sân bay có cự ly 3,2 km (2,0 mi) nam đông nam của Miyazaki, một thành phố ở tỉnh Miyazaki của Nhật Bản.

## Hãng hàng không và tuyến bay
| Hãng hàng không                               | Các điểm đến                                                   |
| --------------------------------------------- | -------------------------------------------------------------- |
| All Nippon Airways                            | Nagoya-Centrair, Naha, Osaka-Itami, Osaka-Kansai, Tokyo-Haneda |
| Asiana Airlines                               | Seoul-Incheon                                                  |
| China Airlines                                | Taipei-Taoyuan                                                 |
| Japan Airlines                                | Fukuoka, Osaka-Itami, Tokyo-Haneda                             |
| Japan Airlines operated by Japan Air Commuter | Hiroshima-Nishi, Osaka-Itami                                   |
| Oriental Air Bridge                           | Nagasaki                                                       |
| Skynet Asia Airways                           | Tokyo-Haneda                                                   |

## Sự cố
Tháng 10 năm 1969, chuyến bay 104 của All Nippon Airways chạy trượt khỏi đường băng của sân bay Miyazaki một khoảng 132 mét. Bốn phi hành đoàn và 49 hành khách sống sót.